# Phare de Cayo Piedras del Norte
Le phare de Cayo Piedras del Norte (en espagnol : Faro de Cayo Piedras del Norte) est un phare actif situé sur Cayo Piedras del Norte, sur le littoral nord de la province de Matanzas, à Cuba.

## Histoire
Cayo Piedras del Norte, à l'ouest de Cayo Cruz del Padre, est une petite caye, qui se trouve à 8 km devant la baie de Cárdenas, est qui semble être un poste militaire d'observation du détroit de Floride.
Le phare d'origine, mis en service en 1847, était une tour en bois de 25 m de haut qui fut détruit par un ouragan en 1856. Il avait été commandé par le gouvernement espagnol pour guider les bateaux vers la baie de Cárdenas.
Le phare actuel , mis en service en 1857, est l’un des plus anciens phares de Cuba. Il porte aussi le nom local de Los Pinzones, du nom de deux frères espagnols qui ont fait le voyage avec Christophe Colomb

## Description
Ce phare  est une tour cylindrique en maçonnerie, avec une double galerie circulaire et une lanterne de 19 m de haut, attachée à deux maisons de gardiens. La tour est peinte en blanc. Il émet, à une hauteur focale de 24 m, un éclat blanc par période de 10 secondes. Sa portée est de 10 milles nautiques (environ 19 km).
Identifiant : ARLHS : CUB-013 ; CU-0182 - Amirauté : J4879 - NGA : 110-12648 .

### Lien connexe
- Liste des phares de Cuba